# بارب کورا
بارب کورا یا بارب سایری (Barbus cyri) گونه‌ای از کپورماهیان آب شیرین منطقه خاور نزدیک است.
نام علمی cyri از ریشه کلمه لاتین Cyrus است اشاره به رودخانه کورا در گرجستان دارد که نماد آن است . 
پس از کشف شباهت این گونه با بارب گوکچا، چنین بر می آید که این گونه در دریاچه سوان نیز یافت می شود.

## همچنین ببینید
- لیست گونه های ماهی آکواریومی آب شیرین

## مراجع
1. ↑  Froese, Rainer, and Daniel Pauly, eds. (2024). "Barbus cyri" in FishBase. January 2024 version.
2. ↑  Bailly, Nicolas (2019). "Barbus cyri De Filippi, 1865". World Register of Marine Species.
3. ↑  "Family CYPRINIDAE: Subfamily BARBINAE Bleeker 1859 (Barbels)". The ETYFish Project (به انگلیسی). 7 June 2023. Retrieved 23 January 2024.